# 青木弘司
青木 弘司（あおき こうじ、1939年7月2日 - 没年不明）は、日本の演出家、アニメ脚本家。

## 人物・経歴
神奈川県大和市生まれ。藤嶺学園藤沢高校卒、1963年3月、早稲田大学第一文学部国文科卒。大学時代は稲門シナリオ研究会に所属して卒業後に雑誌社勤務を経て、同年9月に東映テレビに契約助監督として入社、家城巳代治や野田幸男らに付いた。
テレビドラマの演出や企業PR、深見弘としてアニメシナリオ、教育映画も制作。日本映画監督協会会員。時期は不明だが同協会サイトでは物故者となっている。

## 作品

### テレビドラマ
- あゝ同期の桜（第１回）離別（1967年7月、NET）助監督
- 七つの顔の男（1967年10月 - 1968年1月、NET）助監督
- 打ち込め! 青春（1971年1月 - 4月、NET）助監督
- プレイガール（第108回）情事は殺しの後にしろ!（1971年4月、東京12ch）助監督
- 人造人間キカイダー（1972年7月 - 1973年5月、NETテレビ系列）助監督
- キカイダー01（1973年5月 - 1974年3月、NET）助監督
- 忍者キャプター（1976年4月 - 1977年1月、東京12ch）助監督
- 特別機動捜査隊（第751回）金貸し一代 他（1976年4月、NET）助監督
- ぐるぐるメダマン（1976年7月 - 1977年1月、東京12ch）助監督
- 特捜最前線（第32回）殉職・涙と怒りの花一輪（1977年11月、ANB）助監督
- 特捜最前線（第36回）傷痕・夜明けに叫ぶ男（1977年12月、テレビ朝日）助監督
- がんばれ!レッドビッキーズ（1978年1月 - 12月、テレビ朝日）助監督
- 野望（1977年10月 - 1978年3月、テレビ朝日）助監督
- 土曜ワイド劇場 怪奇シリーズ特選! 大東京四谷怪談（1978年9月、テレビ朝日）助監督
- バトルフィーバーJ（1979年2月 - 1980年1月、テレビ朝日系列）助監督
- 特捜最前線 第140回 ハナコ・少女売春の街!（1979年12月5日）監督デビュー、以下すべて監督。
  - 特捜最前線 第148回 警視庁番外刑事!（1980年2月、テレビ朝日）
  - 特捜最前線 第153回 上野発「幻」駅行！
  - 特捜最前線 第158回 ニューミュージックを唄う刑事！
  - 特捜最前線 第164回 再会・容疑者は刑事の妹！
  - 特捜最前線 第168回 亡霊・顔のない女！
  - 特捜最前線 第171回 プノンペンから来た女！
  - 特捜最前線 第177回 天才犯罪者・未決囚1004号！
  - 特捜最前線 第190回 償い
  - 特捜最前線 第199回 悪魔のような女！
- 木曜ゴールデンドラマ 妻と子を返せ!（1983年4月、読売テレビ）
- 乳姉妹（1985年4月 - 10月、TBS）
- ドラマ女の四季 お姑さん大募集!（1988年2月、テレビ東京）
- 終戦特集 46年目の真実（1991年）
- 月曜特集（1994年）

### アニメーション作品（深見弘 名義）
脚本の執筆
- ドラえもん (1979年のテレビアニメ)（1979年 - 2005年3月、テレビ朝日系列）
- 怪物くん第92回 怪人キャンドルマン（1980年9月 - 1982年9月）
- フクちゃん（1982年11月 - 1984年3月）
- パーマン（1983年4月4日 - 1985年7月）
- オバケのQ太郎（1985年4月 - 1987年3月）
- ドリモグだァ!!（1986年10月 - 1987年10月）
- マンガ日本経済入門（1987年10月 - 1988年3月）